# Slimane Badlis
Slimane Badlis, né le 16 octobre 2001, est un coureur cycliste algérien.

## Biographie
Entre 2021 et 2023, Slimane Badlis obtient plusieurs victoires et diverses places d'honneur dans des courses algériennes. Il est également sélectionné en équipe nationale. Sous les couleurs de son pays, il finit notamment onzième d'une édition du Tour du Sahel. 
Lors de la saison 2024, il devient champion national du contre-la-montre chez les espoirs,. Il représente par ailleurs l'Algérie aux Jeux africains, où il se classe treizième de l'épreuve chronométrée. La même année, il termine cinquième d'une étape du Tour du Cameroun. Il participe aussi aux championnats du monde.

## Palmarès et résultats

### Palmarès par année
- 2021
  - 4e étape du Grand Prix Didouche Mourad
  - 1re étape du Tour des Zibans (contre-la-montre)
  - 2e du championnat d'Algérie du contre-la-montre espoirs
- 2022
  - 2e du championnat d'Algérie du contre-la-montre espoirs
- 2023
  - 2e du Tour des Zibans
  - 2e du Grand Prix de la Ville d'Oran
  - 3e du Tour Oum El Bouaghi-Macomades
- 2024
  -  Champion d'Algérie du contre-la-montre espoirs
- 2025
  - 2e du Tour d'Aïn Defla

### Classements mondiaux
| Année           | 2021 | 2022 | 2023 |
| --------------- | ---- | ---- | ---- |
| UCI Africa Tour | 75e  | 100e | 165e |